# Hiodontidae
La famiglia Hiodontidae comprende due specie di pesci dulcacquicoli appartenenti all'ordine Osteoglossiformes.

## Distribuzione e habitat
Questi pesci sono diffusi nelle acque dolci, lente, fonde e torbide del Nordamerica: Grandi Laghi, fiumi, paludi e canali.

## Descrizione
L'aspetto è quello tipico del pesce d'acqua dolce, con corpo affusolato, compresso ai fianchi. Occhi grandi. Pinna dorsale nella seconda metà del corpo, sviluppata pinna anale. Pinna caudale biforcuta.

Le squame sono grandi e la livrea bruno-argentea. Le dimensioni si attestano sui 50 cm per entrambe le specie.

## Alimentazione e predazione
Si nutrono di insetti, crostacei, molluschi, anfibi, pesci e piccoli roditori. È a sua volta predato da uccelli acquatici, pesci e mammiferi.

## Pesca
Gli Iodontidi sono oggetto di pesca sportiva.

## Specie
Le uniche due specie di Iodontidi appartengono al genere Hiodon:
- Hiodon alosoides
- Hiodon tergisus[1]